# Smilde

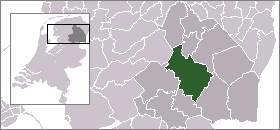
Localización de Smilde en la provincia de Drenthe

Smilde es una localidad neerlandesa de la provincia de Drente. Desde 1998 forma parte de la municipalidad de Midden-Drenthe a 10 km al suroeste de Assen.
Tiene una extensión de 1,2 km² con una población cercana a 3.460 de acuerdo con el censo de 2001. El área incluye casas de campo diseminadas alcanzando una población aproximada de 4.890 habitantes.